# 庫季姆河
庫季姆河（俄语：Кутим），是俄羅斯的河流，位於該國西部彼爾姆邊疆區，該河流屬於烏爾斯河的支流，河道全長約55公里，流域面積568平方公里。